# Hong Jin-ho

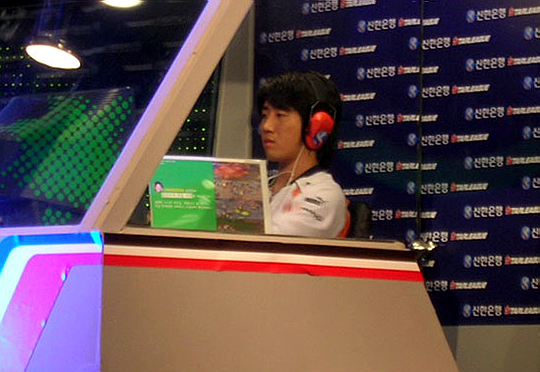
Jin-ho durante la segunda temporada del Shinhan Bank Starleague.

Hong Jin-ho (en hangul, 홍진호; en hanja, 洪榛浩; romanización revisada, Hong Jin-ho; McCune-Reischauer, Hong Chin-ho), nació el 31 de octubre de 1982, en Daejeon, Corea del sur. Es una personalidad de la televisión surcoreana y antiguamente un jugador profesional de StarCraft quién jugaba bajo el alias de [NC]...YellOw o simplemente YellOw.

## Carrera
En 2012 fue el entrenador del grupo progamer Xenics Storm en el juego League of Legends.
Como una personalidad de televisión, es más conocido por sus apariciones en el programa de televisión de realidades The Genius y el programa de variedades Crime Scene.

## Principales logros
| Título                            | Notas         |
| --------------------------------- | ------------- |
| World Cyber Games 2002 Gran final | Segundo lugar |
| BlizzCon 2005                     | Primer lugar  |
| KTEC KPGA Winner's Championship   | Primer lugar  |
| 2005 Snickers All-Star League     | Primer lugar  |
| TG Sambo MSL                      | Segundo lugar |
| KPGA 1st Tour (MSL)               | Segundo lugar |
| KPGA 2nd Tour (MSL)               | Segundo lugar |
| Olympus OnGameNet Starleague      | Segundo lugar |
| Coca-Cola OnGameNet Star League   | Segundo lugar |

## Filmografía

### Apariciones en programas de televisión
| Año             | Canal | Título                                                     | Notas                                                            |
| --------------- | ----- | ---------------------------------------------------------- | ---------------------------------------------------------------- |
| 2013            | TVN   | The Genius: Rules Of The Game                              | Ganador                                                          |
| 2013            | TVN   | The Genius: Rule Breaker                                   | Miembro del reparto (Episodio 1 y 7)                             |
| 2013            | TVN   | The Genius: Rule Breaker                                   | Invitado (Episodio 11 y 12)                                      |
| 2014            | TVN   | Taxi                                                       | Invitado                                                         |
| 2014            | MBC   | Radio Star                                                 | Invitado                                                         |
| 2014            | MBC   | I Live Alone                                               | Invitado                                                         |
| 2014            | TVN   | Kim Jiyeon's Sweet 19                                      | Miembro del reparto                                              |
| 2014            | TVN   | Shared TV                                                  | Miembro del reparto                                              |
| 2014            | TVN   | Need More Romance                                          | Miembro del reparto                                              |
| 2014            | JTBC  | Crime Scene                                                | Miembro del reparto                                              |
| 2014            | KBS   | Crisis Escape No. 1                                        | Invitado                                                         |
| 2014            | KBS   | The Lord Of Ratings                                        | Invitado                                                         |
| 2014            | TVN   | SNL Korea                                                  | Invitado                                                         |
| 2014            | KBS   | Happy Together 3                                           | Invitado                                                         |
| 2014            | TVN   | First Day Of Work Season 2                                 | Miembro del reparto                                              |
| 2014            | KBS   | Yu JaeSeok's I am a Man                                    | Invitado (Episodio 14)                                           |
| 2014            | TVN   | The Genius: Black Garnet                                   | Invitado (Episodio 10)                                           |
| 2014            | JTBC  | Please Take Care of My Refrigerator                        | Invitado (Episodio 5 y 6)                                        |
| 2015            | KBS   | Let's Go! Dream Team (segunda temporada)                   | Invitado (Episodio 265, 266, 267, 270, 278, 284, 285, 293 y 294) |
| 2015            | MBC   | I Live Alone                                               | Invitado                                                         |
| 2015            | JTBC  | Crime Scene 2                                              | Miembro del reparto                                              |
| 2015            | KBS   | Hello Counselor                                            | Invitado, Ep. 224                                                |
| 2015            | TVN   | The Genius: Grand Final                                    | Miembro del reparto                                              |
| 2015            | JTBC  | 5 Days of Summer (Praha)                                   | Con la cantante Lady Jane                                        |
| 2015            | MBC   | Three Wheels                                               | Invitado                                                         |
| 2015            | SBS   | Running Man                                                | Invitado (Episodio 257 y 275)                                    |
| 2015            | JTBC  | Where's My Friend's Home                                   | Llamada telefónica y mensaje de texto (Episodio 24 y 25)         |
| 2015            | JTBC  | Off to School                                              | Invitado (Episodio 59 y 62)                                      |
| 2016            | KBS   | Hello Counselor                                            | Invitado, Ep. 267                                                |
| 2018 - presente | tvN   | Stumbled Upon a Research Institute for Behavioral Sciences | concursante                                                      |